# Anaël Lardy
Anaël Lardy (nacida el 24 de octubre de 1987 en Chambéry, Francia) es una jugadora de baloncesto francesa. Con 1.70 metros de estatura, juega en la posición de base.